# Африканский водорез
Африканский водорез (лат. Rynchops flavirostris) — один из трёх видов водорезов.

## Ареал
Ареал вида — Африка от Сенегала до низовьев Нила, бассейн рек Конго и Замбези, Ангола, Кения, Танзания. К югу африканские водорезы встречаются вплоть до Квазулу-Натала. Обитают птицы близ пресных водоёмов, но встречаются и вблизи морского побережья.

## Описание вида
Африканский водорез — птица с длиной тела 35—40 см, немного крупнее обыкновенной чайки, но с более длинными крыльями. Оперение преимущественно чёрно-бурое, снизу и на лбу — белое. Клюв оранжево-жёлтый, на кончике — жёлтый.
Африканские водорезы могут охотиться за рыбой круглосуточно, но чаще ночью. Добычу ловят, летая над водой, опустив в неё лишь клюв.
Моногамны. Гнездятся одиночными парами или в колониях, численностью до 25 гнездящихся пар. При этом они часто объединяются с другими видами. Гнездо представляет собой глубокую ямку во влажной земле, которую роют оба родителя.  Обычно выкапывается несколько ямок, затем выбирается одна из них. Гнездо располагается на речных отмелях недалеко от воды. Гнездование происходит в августе—октябре. В кладке от 2-х до 4-х беловатых или желтоватых яиц с тёмными крапинками. Обе родительских птицы принимают участие в насиживании, которое длится от 20 до 22 дней. Птенцы покидают гнездо через 1—2 дня после выклева. Выводковый период длится 5—6 недель.